# ماساهیرو تاکاهاشی
ماساهیرو تاکاهاشی (انگلیسی: Masahiro Takahashi؛ زادهٔ ۳۱ مهٔ ۱۹۸۵) بازیکن فوتبال اهل ژاپن است.